# میهوویل ناکیچ
میهوویل ناکیچ (انگلیسی: Mihovil Nakić؛ زادهٔ ۳۱ ژوئیهٔ ۱۹۵۵) بازیکن بسکتبال اهل یوگسلاوی است.
از باشگاه‌هایی که در آن بازی کرده‌است می‌توان به سیبونا زاگرب اشاره کرد.
وی در مسابقات کشوری و بین‌المللی در مجموع برندهٔ ۲ مدال طلا، ۱ مدال نقره، ۲ مدال برنز شده‌است.